# Mappa Mundi van Ebstorf

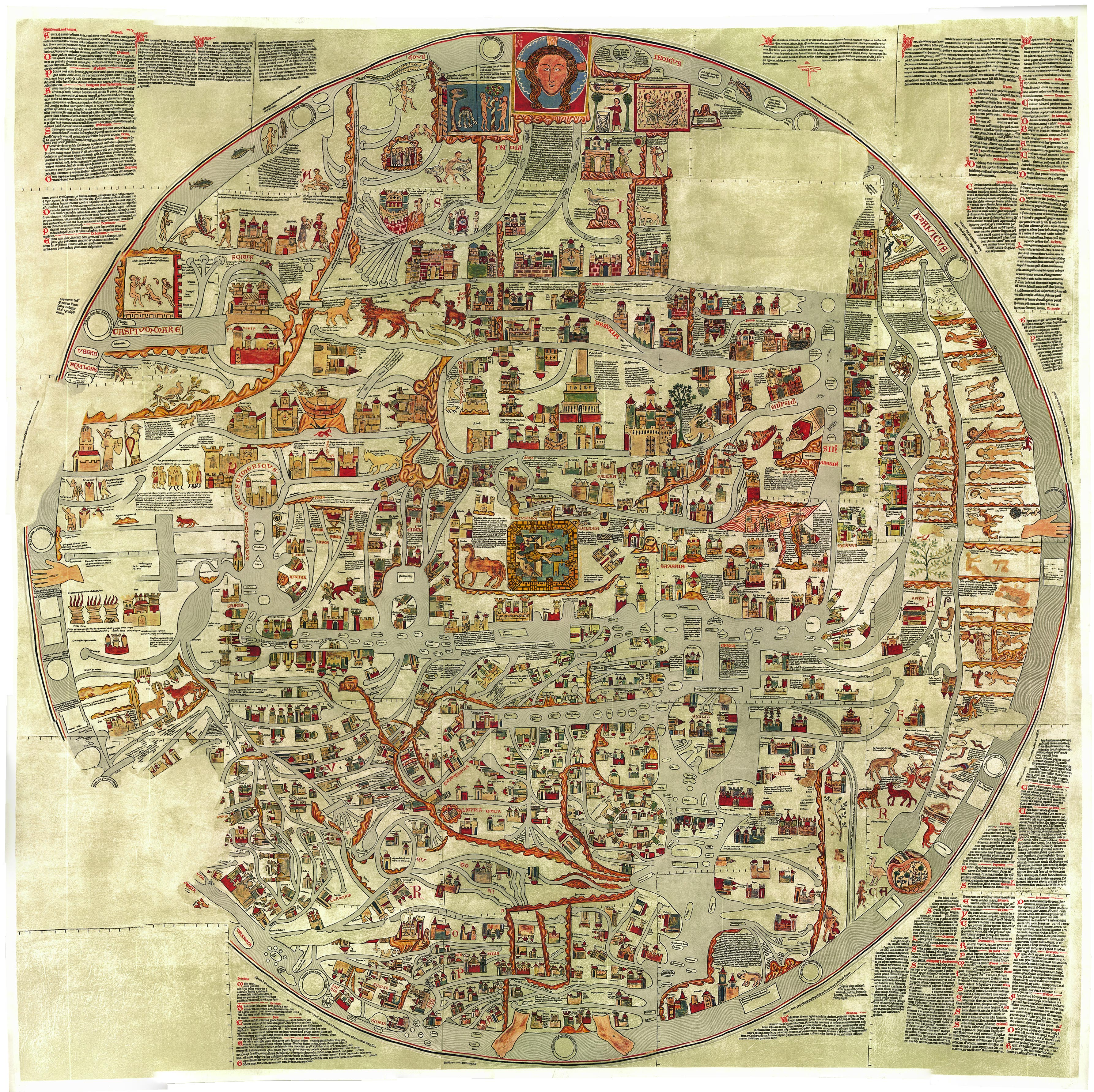
De kaart

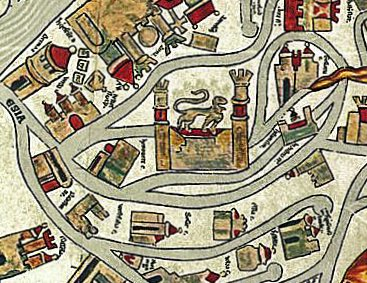
Fragment van de kaart

De Mappa Mundi van Ebstorf was een mappa mundi, een zogenaamde T-O-kaart uit circa 1234. De kaart werd ontdekt in 1833 in een klooster in Ebstorf, waar een naoorlogse replica ervan kan worden bezichtigd. De Mappa Mundi van Ebstorf was geschilderd op een geitenhuid van 3,6 meter bij 3,6 meter. De namen op de kaart waren in het Latijn aangegeven. De kaart ging in de Tweede Wereldoorlog verloren bij een geallieerd bombardement op Hannover.

## Bron
- C.J. Schüler, De wereld in kaart, ISBN 978 2 8099 0204 4